# Politie Nederland
Politie Nederland is een samenwerkingsverband dat op 1 juli 2006 is opgericht om een doelmatiger beheer van de politie in Nederland te organiseren. Alle politieregio’s en het Rijk nemen deel aan Politie Nederland dat bestaat uit de voormalige organisaties:
- Concern Informatiemanagement Politie (CIP)
- Nederlands Politie Instituut (NPI)
- Ict-Service Centrum Politie, Justitie en Veiligheid (ISC)

Een aantal andere politieonderdelen en landelijke projecten zal tevens worden opgenomen in Politie Nederland zoals:
- Kwaliteitsbureau Politie (KBP)
- Voorziening voor Proces- en Productontwikkeling (VPP)
- Programmabureau (HRM)
- Programmabureau Shared Services

Vooralsnog ligt bij Politie Nederland de nadruk op ICT voorzieningen en zijn de bestaande ICT-vraagorganisatie (CIP) en -aanbodorganisatie (ISC, ITO en DMD) met het Nederlands Politie Instituut (NPI) daarom als eerste in één landelijke samenwerkingsvoorziening ondergebracht. De samenwerkingsvoorziening wordt echter zo ingericht dat ook andere Shared Services erin kunnen worden opgenomen. Zo heeft de Minister van BZK al aangegeven dat de gezamenlijke inkoopfunctie op termijn ook bij Politie Nederland moet worden ondergebracht.
Politie Nederland is een zogenaamde voorziening tot samenwerking. Een "voorziening tot samenwerking" is een samenwerkingsverband tussen twee of meer politieregio's en eventueel het Rijk dat berust op artikel 47 en 47a van de Politiewet 1993. 